# Jan Tytus Dołęga-Zakrzewski
Jan Tytus Dołęga-Zakrzewski (ur. 16 stycznia 1908 w Brzózkach, zm. 1940 w ZSRR) – kapitan lekarz Wojska Polskiego, ofiara zbrodni katyńskiej.

## Życiorys
Był synem Tymoteusza i Michaliny z Humięckich Zakrzewskich. Maturę uzyskał w 1926 w gimnazjum w Ostrowi Mazowieckiej. W latach 1927–1933 był podchorążym Szkoły Podchorążych Sanitarnych w Warszawie. W 1933, po ukończeniu studiów medycznych, skierowany został na staż w Szpitalu Ujazdowskim. Po zakończeniu stażu przydzielony został do 1 dywizjonu artylerii konnej im. gen. Józefa Bema w Warszawie na stanowisko lekarza. W składzie tej jednostki walczył w kampanii wrześniowej 1939.
27 września 1939 dowódca dywizjonu, ppłk Tadeusz Pietsch, zdecydował o zaprzestaniu walki. Część żołnierzy dostała się do niewoli niemieckiej. Jan Tytus Dołęga-Zakrzewski uniknął jej. Prawdopodobnie przedzierał się na wschód, na zachodnią Ukrainę, zajętą już przez Armię Czerwoną. W październiku 1939 roku został aresztowany przez NKWD rejonu stryjskiego. Śledztwo przeciwko niemu wszczęto 15 października 1939 roku.
Znalazł się na liście dyspozycyjnej 042 poz. 218/1081/, oficerów Wojska Polskiego, przeznaczonych, na podstawie decyzji Biura Politycznego WKP(b) i Naczelnych Władz Państwowych ZSRR z 5 marca 1940 roku, do rozstrzelania jako zawzięty, niepoprawny wróg władzy radzieckiej. Zamordowany na Ukrainie w kwietniu 1940 roku, w ramach mordu katyńskiego, figuruje na tzw. Ukraińskiej Liście Katyńskiej, figuruje na niej jako Jan Zakrzewski. Ofiary tej części zbrodni katyńskiej zostały pochowane na otwartym w 2012 Polskim Cmentarzu Wojennym w Kijowie-Bykowni.

## Awanse służbowe
- podporucznik – 5 sierpnia 1933 ze starszeństwem z 1 lipca 1933 i 2 lokatą w korpusie oficerów sanitarnych
- porucznik – 1 marca 1935 ze starszeństwem z 1 stycznia 1935 i 11 lokatą w korpusie oficerów sanitarnych
- kapitan – 19 marca 1938